# Municipio de Putnam (condado de Linn)
El municipio de Putnam (en inglés: Putnam Township) es un municipio ubicado en el condado de Linn en el estado estadounidense de Iowa. En el año 2010 tenía una población de 2423 habitantes y una densidad poblacional de 33,4 personas por km².

## Geografía
El municipio de Putnam se encuentra ubicado en las coordenadas 41°53′44″N 91°32′59″O / 41.89556, -91.54972. Según la Oficina del Censo de los Estados Unidos, el municipio tiene una superficie total de 72.55 km², de la cual 71,12 km² corresponden a tierra firme y (1,97 %) 1,43 km² es agua.

## Demografía
Según el censo de 2010, había 2423 personas residiendo en el municipio de Putnam. La densidad de población era de 33,4 hab./km². De los 2423 habitantes, el municipio de Putnam estaba compuesto por el 97,69 % blancos, el 0,41 % eran afroamericanos, el 0,12 % eran amerindios, el 0,5 % eran asiáticos, el 0,41 % eran de otras razas y el 0,87 % eran de una mezcla de razas. Del total de la población el 2,02 % eran hispanos o latinos de cualquier raza.